# Saint-Honoré (Sekwana Nadmorska)
Saint-Honoré – miejscowość i gmina we Francji, w regionie Normandia, w departamencie Sekwana Nadmorska.
Według danych na rok 1990 gminę zamieszkiwało 167 osób, a gęstość zaludnienia wynosiła 55 osób/km² (wśród 1421 gmin Górnej Normandii Saint-Honoré plasuje się na 733. miejscu pod względem liczby ludności, natomiast pod względem powierzchni na miejscu 838.).